# Boris Titulaer
Boris Titulaer (Venlo, 3 oktober 1980), ook bekend onder de artiestennamen Boris,  Bo-Rush, Bo Saris en I Am Boris, is een Nederlands zanger en de winnaar van het televisieprogramma Idols in het seizoen 2003/2004.

## Levensloop
Titulaer was al jong met muziek bezig. Zijn vader was een bekend jazzmuzikant. Na zijn middelbare school (College Den Hulster) werd hij op zijn 17e toegelaten tot de voorbereidende klas van het conservatorium in Maastricht, maar hij maakte deze studie niet af.
In 2001 maakte hij deel uit van de soulformatie Sofuja (een afkorting van soul, funk en jazz). Hij gebruikt die naam ook als hij in 2003, samen met toetsenist Glenn Corneille, meedoet aan het Nationaal Songfestival met het liedje "She would".
In 2003 besloot Boris mee te doen aan Idols 2, omdat hem dat een goed platform leek om zijn talent aan een groter publiek te presenteren. Op 1 mei 2004 won Boris in de finale van Maud Mulder. Kort daarna verscheen zijn eerste single When You Think of Me, die al platina werd voordat hij in de winkels lag. Het nummer stond 3 weken op nummer 1 en ging 80.000 keer over de toonbank. Zijn tweede single M.S.G. was minder succesvol (nr. 12 in hitlijsten). Zijn derde single Cordelia flopte. De drie singles waren allemaal afkomstig van het debuutalbum Rely on me, dat binnen een maand de gouden status bereikte.
Souldiva Angie Stone nodigde Boris in 2004 uit het duet Stay for a while met haar te zingen tijdens haar PURE-sessie voor The Box.
In 2005 werd Boris genomineerd voor een Edison in de categorie "Beste zanger". In april zong hij op de single No Sunrise van de Haarlemse groep Relax onder de naam Bo-Rush.
In juli 2006 verscheen zijn single Within My Hands, vooruitlopend op zijn 2e album Holy Pleasure. Het album verscheen in oktober 2006 en kreeg positieve kritieken van serieuze muziekbladen als Oor en Jazz Nu. Het album bereikte positie 12 in de albumparade. In december 2006 stond Boris 2 keer in het voorprogramma van Katie Melua in de Heineken Music Hall.
In 2007 trad hij op in Paradiso (onderdeel van een goed lopende clubtournee), op Noorderslag en North Sea Jazz. In november van datzelfde jaar ontving hij de Edison Jazzism Publieksprijs voor zijn 2e album Holy Pleasure. Bij een optreden in het ochtendprogramma van Giel Beelen op de radiozender 3FM (Boris zong Ordinary people van John Legend mét John Legend) maakt hij bekend dat de samenwerking met zijn platenmaatschappij Sony BMG, in gezamenlijk overleg, is beëindigd. Boris wilde op eigen benen staan en meer invloed hebben in de voortgang van zijn muzikale ontwikkeling en carrière.
In februari 2009 werd zijn 3e album, "Live my Life" uitgebracht. In oktober 2008 is de eerste single van dit album uitgebracht: "If You Wanna Roll With Me". Het album haalde een top 10 notering.
Onder zijn nieuwe artiestennaam Bo Saris werkte Boris in 2013 samen met Andre “Dre” Harris van het productieduo Dre & Vidal aan een nieuw album. De in augustus 2013 uitgebrachte single “The Addict” van Bo Saris werd in hetzelfde jaar opgevolgd door een EP die alleen op vinyl werd uitgebracht. In april 2014 werd het album "Gold" uitgebracht. Ter ondersteuning van dit album volgde er een Europese tournee, met onder meer een optreden in Paradiso in Amsterdam. Op 13 juli 2014 stond Bo Saris op het Port of Rotterdam North Sea Jazz festival. In februari 2015 werd bekendgemaakt dat het nummer She's on Fire van het album Gold gebruikt zou worden in de film Fifty Shades of Grey.
In april 2016 ging zijn bedrijf Bo-Rush Productions failliet.
Op 14 oktober 2016 brengt hij zijn nummer Best of Me uit. Het gaat over de roerige tijd waar hij doorheen is gegaan en nu uit is geklommen.

## Trivia
- Bo Saris is zijn nieuwe artiestennaam. Deze naam is beter geschikt voor de Engelse markt. Boris werd al Bo genoemd door enkele vrienden en Saris is de geboortenaam van zijn moeder.[3]
- Boris Titulaer is geen familie van de sterrenkundige Chriet Titulaer. Beiden hebben dezelfde achternaam en komen uit de gemeente Venlo, maar hebben verschillende afkomsten. Chriet heeft zijn wortels richting de Peel, terwijl Boris zijn wortels in de stad zelf heeft. Wel is hij zoon van de Venlose zanger en zangpedagoog Gé Titulaer, die onder anderen Caro Emerald onder zijn hoede heeft gehad.

## Discografie

### Albums
| Album met eventuele hitnotering(en) in de Nederlandse Album Top 100 | Datum van verschijnen | Datum van binnenkomst | Hoogste positie | Aantal weken | Opmerkingen  |
| ------------------------------------------------------------------- | --------------------- | --------------------- | --------------- | ------------ | ------------ |
| Rely on me                                                          | 2004                  | 26-06-2004            | 1(2wk)          | 18           | Goud         |
| Holy Pleasure                                                       | 2006                  | 28-10-2006            | 12              | 14           |              |
| Live my life                                                        | 2009                  | 07-02-2009            | 4               | 17           |              |
| Live my life - Live                                                 | 2009                  | 21-11-2009            | 70              | 1            | Livealbum    |
| Gold                                                                | 2014                  | 26-04-2014            | 4               | 12           | als Bo Saris |
| Neon                                                                | 2018                  | 27-04-2018            | -               | -            | als Bo Saris |

### Singles
| Single met eventuele hitnotering(en) in de Nederlandse Top 40 | Datum van verschijnen | Datum van binnenkomst | Hoogste positie | Aantal weken | Opmerkingen                                          |
| ------------------------------------------------------------- | --------------------- | --------------------- | --------------- | ------------ | ---------------------------------------------------- |
| When You Think of Me                                          | 2004                  | 22-05-2004            | 1(3wk)          | 9            | / Nr. 1 in de Single Top 100 / Alarmschijf / Platina |
| M.S.G.                                                        | 2004                  | 10-07-2004            | 12              | 7            | Nr. 14 in de Single Top 100                          |
| Cordelia                                                      | 2004                  | 16-10-2004            | tip19           | -            | Nr. 47 in de Single Top 100                          |
| No Sunrise                                                    | 06-05-2005            | 07-05-2005            | tip2            | -            | als Bo-Rush met Relax / Nr. 20 in de Single Top 100  |
| Within My Hands                                               | 03-07-2006            | 22-07-2006            | 31              | 5            | Nr. 30 in de Single Top 100                          |
| Holy Pleasure                                                 | 2006                  | -                     |                 |              | Nr. 63 in de Single Top 100                          |
| If You Wanna Roll with Me                                     | 2009                  | -                     |                 |              | Nr. 69 in de Single Top 100                          |
| The Addict                                                    | 2013                  | 12-10-2013            | 24              | 6            | als Bo Saris / Nr. 44 in de Single Top 100           |
| Little Bit More                                               | 2014                  | 18-01-2014            | tip20           | -            | als Bo Saris                                         |
| She's on Fire                                                 | 06-08-2012            | 19-04-2014            | tip11           | -            | als Bo Saris / Nr. 94 in de Single Top 100           |

| Single met hitnotering(en) in de Vlaamse Ultratop 50 | Datum van verschijnen | Datum van binnenkomst | Hoogste positie | Aantal weken | Opmerkingen  |
| ---------------------------------------------------- | --------------------- | --------------------- | --------------- | ------------ | ------------ |
| When You Think of Me                                 | 2004                  | 26-06-2004            | tip5            | -            |              |
| The Addict                                           | 2013                  | 16-11-2013            | tip43           | -            | als Bo Saris |
| She's on Fire                                        | 2014                  | 19-04-2014            | tip13           | -            | als Bo Saris |